# 라이프 이즈 스트레인지 2
《라이프 이즈 스트레인지 2》(Life Is Strange 2)는 돈노드 엔터테인먼트 개발, 스퀘어 에닉스 배급의 그래픽 어드벤처 게임이다. 《라이프 이즈 스트레인지》 시리즈의 두 번째 본편이다. 마이크로소프트 윈도우, 플레이스테이션 4, 엑스박스 원, 맥 OS, 리눅스로 출시되었다. 2018년 9월부터 시작해 2019년 12월까지 다섯 개 에피소드가 출시, 완결되었다.
본작은 삼인칭시점의 그래픽 어드벤처 게임이다. 플레이어가 조종하는 것은 멕시코계 아메리카인 청소년 션 디아즈. 이 션은 환경과 상호작용하고, 사물을 습득하고, 대화수를 통해 논플레이어 등장인물과 소통한다. 본작에서 플레이어가 내린 결정은 곧 줄거리를 바꾸게 되며 다니엘 이하 등장인물들의 행동을 역시 바꿔 놓게 된다. 데모 《더 어섬 어드벤처 오브 캡틴 스피릿》에서 내린 결정조차도 일부 본작에 반영되는 부분이 있다.

## 줄거리
2016년 기준으로, 주인공되는 16살짜리 션 디아즈와 9살짜리 남동생 다니엘은 부친 에스테반과 시애틀에서 살고 있다. 형제의 모친 카렌은 다니엘의 생일을 직전하고 그만 도망을 나와 버렸다. 언제나같은 어느 날에 션은 이웃집의 브렛이 다니엘을 면박 주고 있는 것을 발견하고, 브렛을 때려누이던 것이 그만 근처를 순찰하는 경찰에게 목격된다. 브렛이 돌뿌리에 머리를 넘어져 몸을 부들거리던 모습에 경찰은 겁을 먹고 총을 꺼내들고, 이것을 또 목격한 에스테반이 중재차 다가오던 것을 보고 그만 총을 놓아 죽여 버린다. 에스테반이 총을 맞기 무섭게 웬 폭발이 발생하여, 경찰을 저만치 자빠뜨린다. 다니엘은 이쪽으로 경찰이 더 올까 봐서 다니엘을 챙겨서 현장에서 빠져나간다. 하룻밤에 도망자 신세가 된 션은 다니엘을 데리고 아버지의 고향 멕시코의 푸에르토 로보스를 향하기로 한다. 바야흐로 레이니어 산의 기슭을 걷던 디아즈 형제. 다행하게 한 주유소를 만나 먹을 것과 지도를 구하지만, 이곳의 주인에게 정체를 들켜 포박된다. 그렇지만 여행 블로그를 하는 브로디 홀로웨이라는 사람의 도움을 입어 탈출한다. 브로디의 차에 탄 중 션은 동생이 주유소에 있던 버려진 개를 거두어 이름까지 "버섯(Mushroom)"이라고 지은 것을 본다. 브로디는 형제를 모텔까지 데려다 주고 떠난다. 모텔을 들어가 오랜만의 휴식을 해 보는 둘이었지만, 그만 텔레비전에서 아버지의 부고를 본 동생이 그 초능력을 폭주시킨다. 션은 잘못을 빌고 동생을 달랜다.
그로부터 한 달 뒤, 형제는 한 버려진 오두막을 빌려 살고 있다. 션은 이곳에서 다니엘의 초능력을 길러주고 있었다. 다니엘이 병이 생겼겠다, 션은 오리건주 비버 크릭에 사는 외조부모(클레어, 스티븐 레이놀드)께 도움을 구하려고 한다. 그러나 그곳으로 길을 떠나려던 날, 형제가 애지중지하던 머시룸이 그만 쿠거에게 죽고 만다. 외조부모의 댁을 찾아간 형제는 다행하게 환대를 받고, 이곳에서 머물러도 된다는 허락을 받는다. 여기서 다니엘은 이웃집의 크리스가 나무윗집에서 떨어지던 것을 그 초능력으로 구해준 것을 계기로 친구가 되었다. 구해준 건 좋았지만, 크리스는 자기가 초능력을 가졌다고 생각해 버린다. 다니엘은 형에게 카렌이 쓰던 방을 따고 들어가자고 조르고, 여기에 수긍한 션은 여차저차 어머니의 방을 들어간다. 안쪽에는, 카렌이 보낸 시애틀에서 있었던 사건을 들어 알고 있으며, 혹 그쪽으로 오거든 부디 잘 보살펴 주고, 아울러 연락처를 남긴다는 편지가 있었다. 편지를 읽기가 무섭게 외조부모가 방을 들어온다. 클레어는 형제를 다그치고, 그런 중에 스티븐이 또 장에 깔려 여차저차 구한다. 그러나 구하기가 무섭게 이번에는 경찰이 문을 두드리고, 형제는 경찰로부터 줄달음을 친다.
| 게임                  | 메타크리틱                          |
| --------------------- | ----------------------------------- |
| Complete Season       | PC: 70/100 PS4: 79/100 XONE: 79/100 |
| Episode 1: Roads      | PC: 80/100 PS4: 81/100 XONE: 80/100 |
| Episode 2: Rules      | PC: 79/100 PS4: 73/100 XONE: 74/100 |
| Episode 3: Wastelands | PC: 78/100 PS4: 75/100 XONE: 73/100 |
| Episode 4: Faith      | PC: 82/100 PS4: 77/100 XONE: 74/100 |
| Episode 5: Wolves     | PC: 85/100 PS4: 82/100 XONE: 83/100 |